# Athyrma adjutrix
Athyrma adjutrix är en fjärilsart som beskrevs av Stoll 1780. Athyrma adjutrix ingår i släktet Athyrma och familjen nattflyn. Inga underarter finns listade i Catalogue of Life.